# Setmana Catalana 2005
La Setmana Catalana 2005, quarantunesima edizione della corsa, valevole come prova del circuito UCI Europe Tour 2005 categoria 2.HC, si svolse in 5 tappe dal 21 al 25 marzo 2005 per un percorso totale di 668 km, con partenza da Lloret de Mar ed arrivo a Palau-solità i Plegamans. Fu vinta dallo spagnolo Alberto Contador del team Liberty Seguros-Würth, che si impose in 17 ore 15 minuti e 58 secondi, alla media di 38,68 km/h.
Al traguardo di Palau-solità i Plegamans 89 ciclisti completarono la gara.

## Tappe
| Tappa  | Data     | Percorso                                                                | km  | Vincitore di tappa | Leader cl. generale |
| ------ | -------- | ----------------------------------------------------------------------- | --- | ------------------ | ------------------- |
| 1ª     | 21 marzo | Lloret de Mar > Lloret de Mar                                           | 165 | Uroš Murn          | Uroš Murn           |
| 2ª     | 22 marzo | Lloret de Mar > Empuriabrava                                            | 168 | Claudio Corioni    | Claudio Corioni     |
| 3ª     | 23 marzo | Castelló d'Empúries > Coll de Pal                                       | 157 | Alberto Contador   | Alberto Contador    |
| 4ª     | 24 marzo | Bagà > Palau-solità i Plegamans                                         | 162 | Robert Hunter      | Alberto Contador    |
| 5ª     | 25 marzo | Palau-solità i Plegamans > Palau-solità i Plegamans (cron. individuale) | 16  | Fabian Cancellara  | Alberto Contador    |
| Totale | Totale   | Totale                                                                  | 668 |                    |                     |

## Squadre partecipanti
| N.      | Cod. | Squadra                        |
| ------- | ---- | ------------------------------ |
| 1-8     | SDV  | Saunier Duval-Prodir           |
| 11-18   | DSC  | Discovery Channel              |
| 21-28   | LSW  | Liberty Seguros-Würth          |
| 31-38   | FAS  | Fassa Bortolo                  |
| 41-48   | IBA  | Illes Balears-Caisse d'Epargne |
| 51-58   | LAM  | Lampre-Caffita                 |
| 61-68   | EUS  | Euskaltel-Euskadi              |
| 71-78   | PHO  | Phonak Hearing Systems         |
| 81-88   | ECV  | Comunidad Valenciana           |
| 91-98   | TBL  | Team Barloworld-Valsir         |
| 101-108 | REL  | Relax-Fuenlabrada              |
| 111-118 | KAI  | Kaiku                          |
| 121-128 | SPI  | Spiuk-Semar                    |

## Dettagli delle tappe

### 1ª tappa
- 21 marzo: Lloret de Mar > Lloret de Mar - 165 km

Risultati
| Pos. | Corridore       | Squadra       | Tempo    |
| ---- | --------------- | ------------- | -------- |
| 1    | Uroš Murn       | Phonak        | 4h22'30" |
| 2    | Claudio Corioni | Fassa Bortolo | s.t.     |
| 3    | Mikel Artetxe   | Euskaltel     | s.t.     |

| Pos. | Corridore       | Squadra       | Tempo    |
| ---- | --------------- | ------------- | -------- |
| 1    | Uroš Murn       | Phonak        | 4h22'30" |
| 2    | Claudio Corioni | Fassa Bortolo | s.t.     |
| 3    | Mikel Artetxe   | Euskaltel     | s.t.     |

### 2ª tappa
- 22 marzo: Lloret de Mar > Empuriabrava – 168 km

Risultati
| Pos. | Corridore           | Squadra       | Tempo    |
| ---- | ------------------- | ------------- | -------- |
| 1    | Claudio Corioni     | Fassa Bortolo | 4h05'02" |
| 2    | Aitor Pérez Arrieta | Spiuk-Semar   | s.t.     |
| 3    | Josep Jufré         | Relax         | s.t.     |

| Pos. | Corridore        | Squadra       | Tempo    |
| ---- | ---------------- | ------------- | -------- |
| 1    | Claudio Corioni  | Fassa Bortolo | 8h27'32" |
| 2    | Uroš Murn        | Phonak        | s.t.     |
| 3    | Volodymyr Bileka | Discovery     | s.t.     |

### 3ª tappa
- 23 marzo: Castelló d'Empúries > Coll de Pal – 157 km

Risultati
| Pos. | Corridore          | Squadra      | Tempo    |
| ---- | ------------------ | ------------ | -------- |
| 1    | Alberto Contador   | Liberty Seg. | 4h30'31" |
| 2    | Peio Arreitunandia | Barloworld   | a 7"     |
| 3    | Koldo Gil          | Liberty Seg. | a 13"    |

| Pos. | Corridore          | Squadra      | Tempo     |
| ---- | ------------------ | ------------ | --------- |
| 1    | Alberto Contador   | Liberty Seg. | 12h58'03" |
| 2    | Peio Arreitunandia | Barloworld   | a 7"      |
| 3    | Koldo Gil          | Liberty Seg. | a 13"     |

### 4ª tappa
- 24 marzo: Bagà > Palau-solità i Plegamans – 162 km

Risultati
| Pos. | Corridore       | Squadra       | Tempo    |
| ---- | --------------- | ------------- | -------- |
| 1    | Robert Hunter   | Phonak        | 3h58'14" |
| 2    | Claudio Corioni | Fassa Bortolo | s.t.     |
| 3    | Ángel Edo       | Saunier Duval | s.t.     |

| Pos. | Corridore          | Squadra      | Tempo     |
| ---- | ------------------ | ------------ | --------- |
| 1    | Alberto Contador   | Liberty Seg. | 16h56'17" |
| 2    | Peio Arreitunandia | Barloworld   | a 7"      |
| 3    | Koldo Gil          | Liberty Seg. | a 13"     |

### 5ª tappa
- 25 marzo: Palau-solità i Plegamans > Palau-solità i Plegamans – Cronometro individuale – 16 km

Risultati
| Pos. | Corridore         | Squadra       | Tempo  |
| ---- | ----------------- | ------------- | ------ |
| 1    | Fabian Cancellara | Fassa Bortolo | 19'29" |
| SQ   | Tom Danielson     | Discovery     | a 7"   |
| 3    | Vladimir Karpec   | Illes Balears | a 10"  |

| Pos. | Corridore          | Squadra        | Tempo     |
| ---- | ------------------ | -------------- | --------- |
| 1    | Alberto Contador   | Liberty Seg.   | 17h15'58" |
| 2    | David Bernabéu     | Comunidad Val. | a 36"     |
| 3    | Peio Arreitunandia | Barloworld     | a 39"     |

## Classifiche finali

### Classifica generale
| Pos. | Corridore             | Squadra        | Tempo     |
| ---- | --------------------- | -------------- | --------- |
| 1    | Alberto Contador      | Liberty Seg.   | 17h15'58" |
| 2    | David Bernabéu        | Comunidad Val. | a 36"     |
| 3    | Peio Arreitunandia    | Barloworld     | a 39"     |
| SQ   | Tom Danielson         | Discovery      | a 1'00"   |
| 5    | Koldo Gil             | Liberty Seg.   | a 1'03"   |
| 6    | José Luis Rubiera     | Discovery      | a 1'05"   |
| 7    | José Gómez Marchante  | Saunier Duval  | a 1'13"   |
| 8    | Jorge Ferrío          | Spiuk-Semar    | a 1'31"   |
| 9    | Roberto Heras         | Liberty Seg.   | a 1'33"   |
| 10   | Carlos García Quesada | Comunidad Val. | a 2'05"   |

### Classifica a punti
| Pos. | Corridore        | Squadra       | Punti |
| ---- | ---------------- | ------------- | ----- |
| 1    | Claudio Corioni  | Fassa Bortolo | 65    |
| 2    | Alberto Contador | Liberty Seg.  | 44    |
| 3    | Volodymyr Bileka | Discovery     | 42    |
| 4    | Josep Jufré      | Relax         | 38    |
| 5    | Uroš Murn        | Phonak        | 35    |

### Classifica scalatori
| Pos. | Corridore          | Squadra       | Punti |
| ---- | ------------------ | ------------- | ----- |
| 1    | Luis Pérez Romero  | Relax         | 35    |
| 2    | David de la Fuente | Saunier Duval | 34    |
| 3    | Alberto Contador   | Liberty Seg.  | 31    |
| 4    | René Jörgensen     | Barloworld    | 27    |
| 5    | Koldo Gil          | Liberty Seg.  | 26    |

### Classifica a squadre
| Pos. | Squadra                            | Tempo     |
| ---- | ---------------------------------- | --------- |
| 1    | Liberty Seguros-Würth              | 51h50'30" |
| 2    | Discovery Channel Pro Cycling Team | a 1'48"   |
| 3    | Comunidad Valenciana-Elche         | a 3'56"   |
| 4    | Spiuk-Semar                        | a 8'02"   |
| 5    | Fassa Bortolo                      | a 10'15"  |